# Trafikverket
Trafikverket (deutsch Schwedisches Amt für Verkehrswesen) ist eine staatliche Behörde in Schweden. Sie wurde am 1. April 2010 gegründet und übernahm sämtliche Aufgaben von Banverket und Vägverket sowie einen Teil der Aufgaben von Luftfartsverket und Sjöfartsverket. Der Hauptsitz befindet sich in Borlänge.  Generaldirektor ist seit dem 1. März 2022 Roberto Maiorana.
Trafikverket ist das schwedische Zentralamt für Verkehrsinfrastruktur und trägt für alle Verkehrsarten die Verantwortung. Zu seinen Aufgaben zählt die Planung der Infrastruktur im Straßen-, Bahn-, Schiffs- und Flugverkehr. Es ist zudem für Bau und Unterhalt der Straßen sowie für den Ausbau und die Wartung der Eisenbahninfrastruktur sowie für die Verkehrsleitung des Eisenbahnbetriebes zuständig.